# Tjep Hoedemakers
Tjep Hoedemakers (Geldrop, 14 de outubro de 1999) é um jogador de hóquei sobre a grama neerlandês.

## Carreira
Hoedemakers jogou nas categorias de base do Oranje Zwart e Oranje-Rood até 2018, quando se mudou para Roterdã. Depois de uma temporada na equipe sub-18 e treinando com o primeiro time e já jogando algumas partidas, ele se juntou oficialmente ao primeiro time sênior.
Em 2019, Hoedemakers fez sua estreia pela seleção nacional júnior durante um torneio de oito nações em Madri. Ele passou a representar a equipe no Campeonato EuroHockey Júnior em Valência no final daquele ano, ganhando uma medalha de bronze.
Tjep Hoedemakers fez sua estreia sênior pela Oranje em 2021 durante a terceira temporada da FIH Pro League. Ele foi oficialmente nomeado para o time sênior nacional em 2022. Ele foi originalmente selecionado para o time para o Campeonato EuroHockey Masculino de 2023, mas teve que se retirar devido a uma lesão.
Nos Jogos Olímpicos de Verão de 2024, em Paris, conquistou a medalha de ouro no torneio masculino do hóquei sobre a grama, após vencer na final confronto contra a equipe alemã por pênaltis.